# بن همر
بنجامین جان همر (انگلیسی: Benjamin John Hamer؛ زادهٔ ۲۰ نوامبر ۱۹۸۷) بازیکن فوتبال اهل انگلستان است.